# 鬼口
鬼口，台灣民間傳說中喜歡製造噪音的鬼，或是鬼製造出噪音的詭異現象。

## 簡述
據說有鬼喜歡製造啼聲來騷擾他人、惡作劇，或是向沒有定時祭祀的人表達抗議。

## 案例
據說在日治時期，在台北稻江的仁濟醫院，就因為有一年忘了普渡而連夜受到鬼口騷擾。